# Staurastrum iotanum
Staurastrum iotanum là một loài Song tinh tảo trong họ Desmidiaceae, thuộc chi Staurastrum.